# Leichtathletik-Europameisterschaften 1946/Weitsprung der Frauen

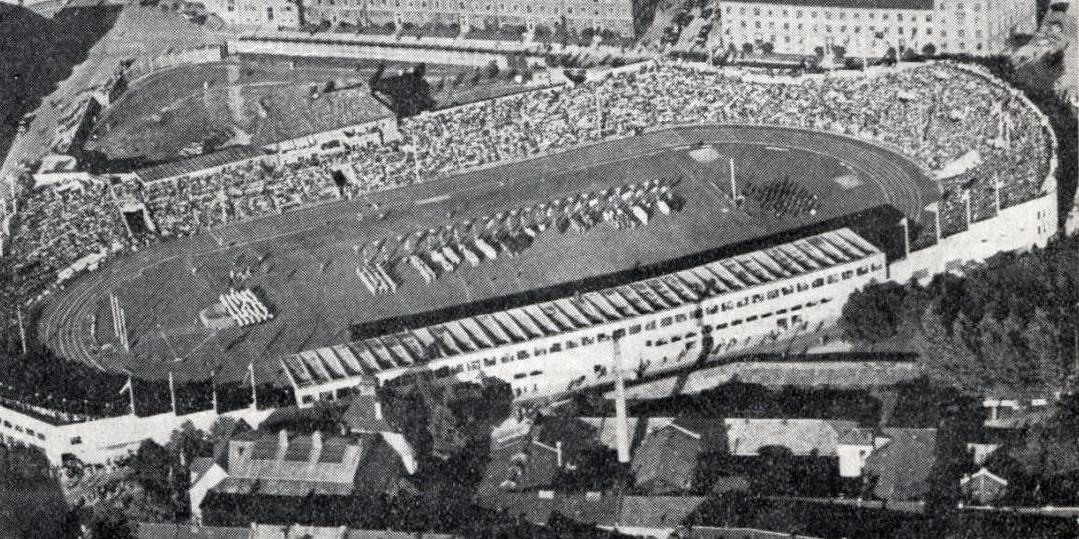
Das Bislett-Stadion in Oslo kurz nach den Europameisterschaften

Der Weitsprung der Frauen bei den Leichtathletik-Europameisterschaften 1946 wurde am 23. August 1946 im Bislett-Stadion der norwegischen Hauptstadt Oslo ausgetragen.
Mit Silber und Bronze gingen zwei Medaillen an Teilnehmerinnen aus der Sowjetunion. Europameisterin wurde die Niederländerin Gerda Koudijs. Sie gewann vor Lidija Gaile. Auf den dritten Platz kam Walentina Wassiljewa.

## Bestehende Rekorde
| Weltrekord           | 6,25 m | Fanny Blankers-Koen | Leiden, Niederlande                         | 19. September 1943 |
| Europarekord         | 6,25 m | Fanny Blankers-Koen | Leiden, Niederlande                         | 19. September 1943 |
| Meisterschaftsrekord | 5,88 m | Irmgard Praetz      | EM Wien, Deutsches Reich (heute Österreich) | 17. September 1938 |

Der bestehende EM-Rekord wurde bei diesen Europameisterschaften nicht erreicht. Den weitesten Sprung erzielte die niederländische Europameisterin Gerda Koudijs mit 5,67 m im Finale am 23. August. Damit blieb sie 21 Zentimeter unter dem Rekord. Zum Europa, gleichzeitig Weltrekord, fehlten ihr 58 Zentimeter.

## Qualifikation
23. August 1946

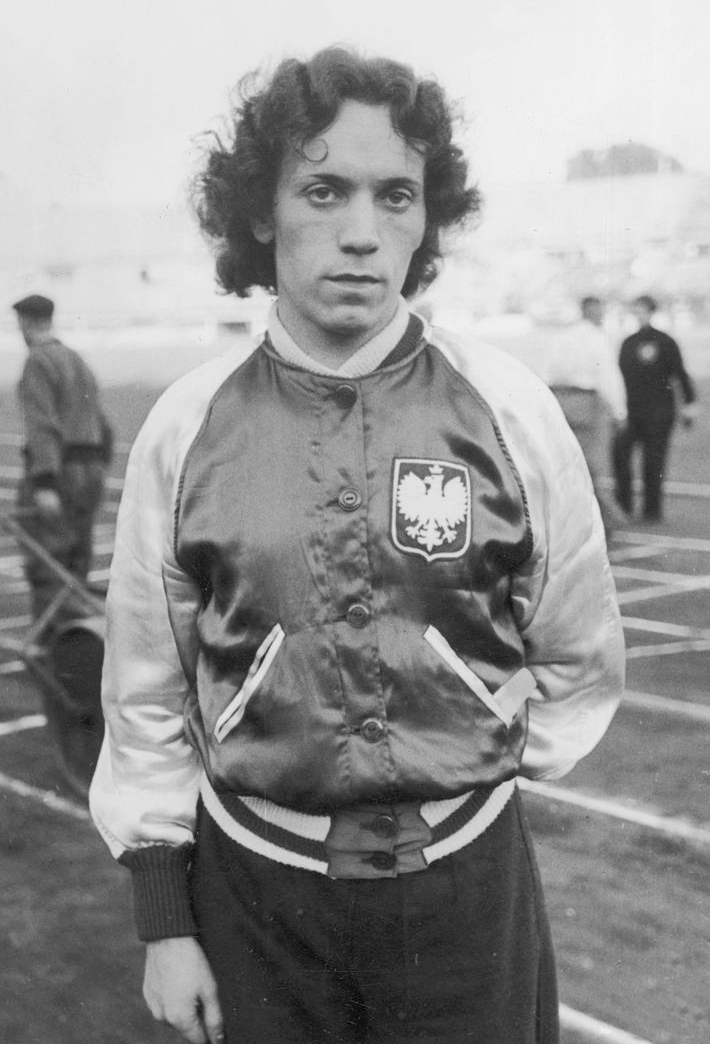
Stanisława Walasiewicz – als Elfte in der Qualifikation ausgeschieden

Die Qualifikationsweite für den direkten Finaleinzug betrug 5,00 m. Elf Athletinnen erreichten oder übertrafen diese Weite (hellblau markiert). Das Feld der Finalistinnen wurde nicht wie heute auf zwölf Teilnehmerinnen aufgestockt. Die in der Qualifikation erzielten Weiten wurden wie heute nicht für das Endresultat mitgewertet.
| Platz | Name                   | Nation         | Weite (m) |
| ----- | ---------------------- | -------------- | --------- |
| 1     | Lidija Gaile           | Sowjetunion    | 5,53      |
| 2     | Gerda Koudijs          | Niederlande    | 5,42      |
| 3     | Walentina Wassiljewa   | Sowjetunion    | 5,40      |
| 4     | Greta Magnusson        | Schweden       | 5,38      |
| 5     | Aslaug Solheim         | Norwegen       | 5,24      |
| 6     | Amelia Piccinini       | Italien        | 5,21      |
| 7     | Anne Iversen           | Dänemark       | 5,20      |
| 8     | Edith Øieren           | Norwegen       | 5,14      |
| 9     | Ulla-Britt Althin      | Schweden       | 5,13      |
| 10    | Ilona Fekete           | Ungarn         | 5,10      |
| 11    | Stanisława Walasiewicz | Polen          | 5,00      |
| 12    | Dora Gardner           | Großbritannien | 5,00      |
| 13    | Joyce Judd             | Großbritannien | 4,77      |
| 14    | Kathleen Dyer          | Großbritannien | 4,50      |
| 15    | Aashild Brandvold      | Norwegen       | 4,26      |

## Finale

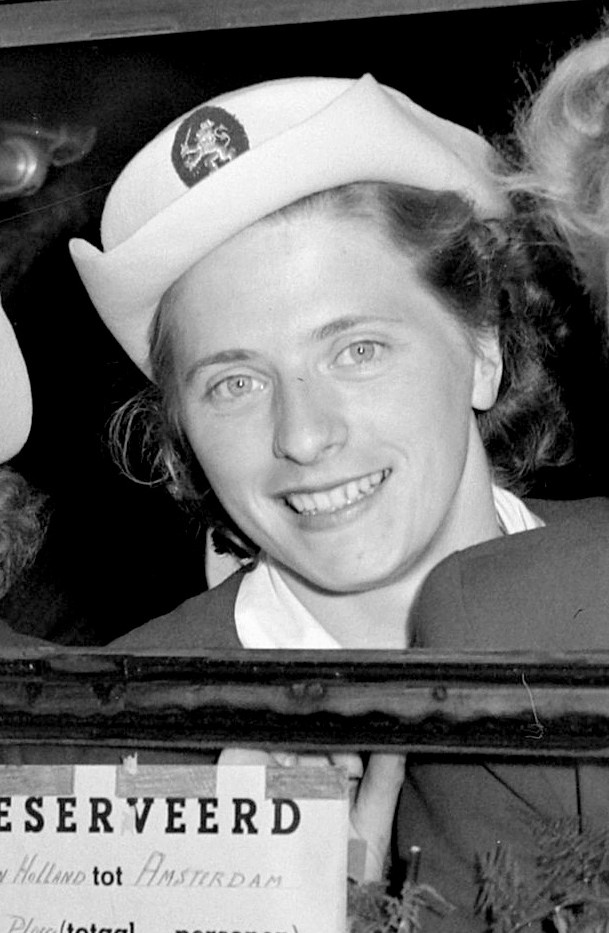
Vielstarterin Gerda Koudijs – im Weitsprung wurde sie Europameisterin
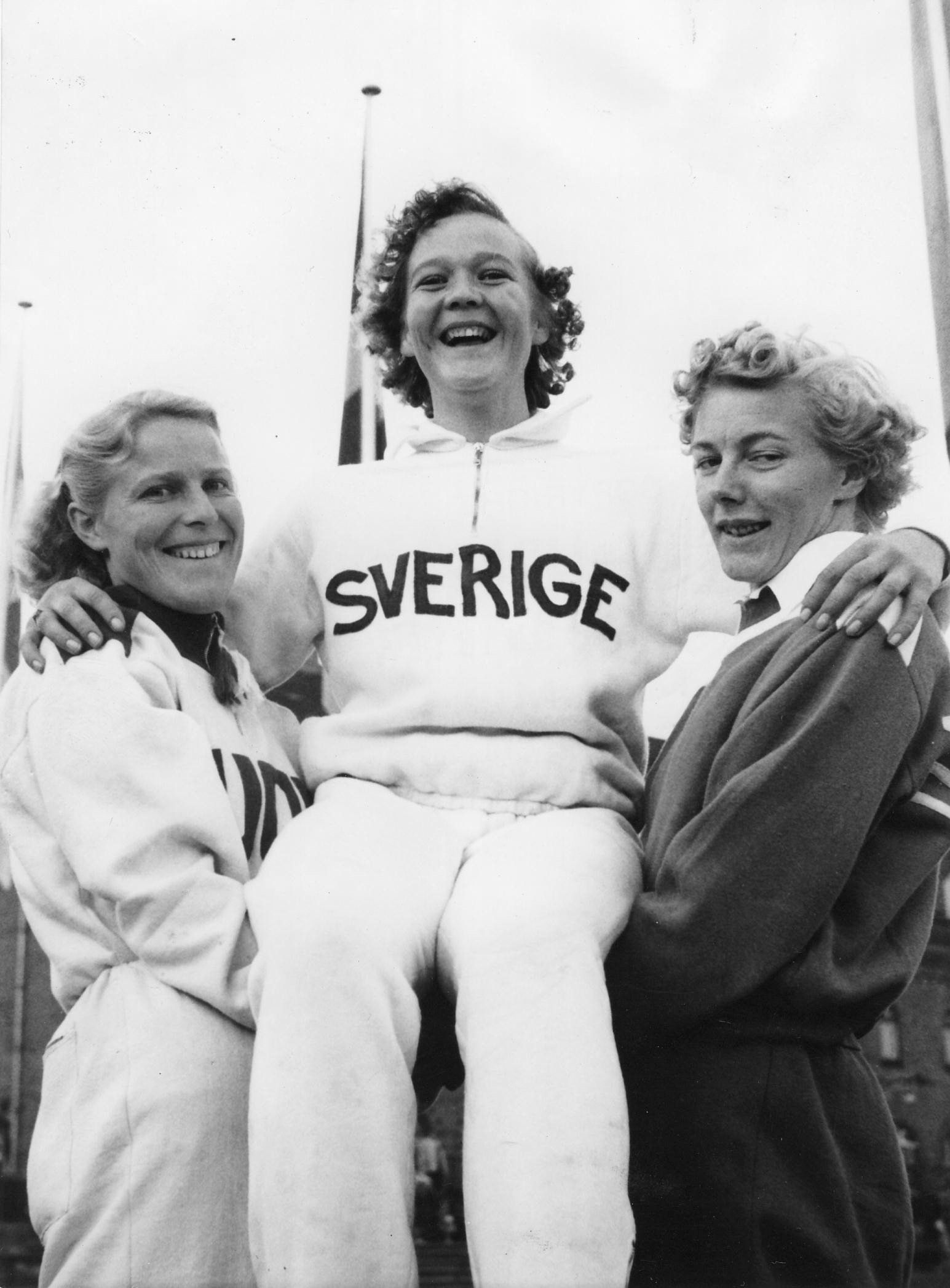
Greta Magnusson (Mitte) – auch Teilnehmerin über 100 Meter – erreichte das Finale und wurde Siebte

23. August 1946
| Platz | Name                 | Nation      | Weite (m) |
| ----- | -------------------- | ----------- | --------- |
| 1     | Gerda Koudijs        | Niederlande | 5,67      |
| 2     | Lidija Gaile         | Sowjetunion | 5,66      |
| 3     | Walentina Wassiljewa | Sowjetunion | 5,63      |
| 4     | Amelia Piccinini     | Italien     | 5,28      |
| 5     | Anne Iversen         | Dänemark    | 5,25      |
| 6     | Ulla-Britt Althin    | Schweden    | 5,24      |
| 7     | Greta Magnusson      | Schweden    | 5,21      |
| 8     | Ilona Fekete         | Ungarn      | 5,16      |
| 9     | Aslaug Solheim       | Norwegen    | 5,06      |
| 10    | Edith Øieren         | Norwegen    | 4,92      |
| 11    | Milly Ludwig         | Luxemburg   | 4,91      |